# جهنده‌ماهی خط‌طلایی
جهنده‌ماهی خط‌طلایی (نام علمی: Percina aurolineata) نام یک گونه از سرده جهنده‌ماهی‌های شکم‌زبر است.